# Kate Mara
Kate Rooney Mara nascuda el 27 de febrer de 1983) és una actriu nord-americana. És coneguda per treballar a la televisió, interpretant la periodista Zoe Barnes al drama polític de Netflix House of Cards (2013–2014; 2016), l'analista informàtica Shari Rothenberg a la sèrie de thriller de Fox 24 (2006), l'amant perjudicada Hayden McClaine a la minisèrie de FX American Horror Story: Murder House (2011), Patty Bowes a la primera temporada de la sèrie dramàtica FX Drag Ball Culture Pose (2018) i una professora que comença una relació il·lícita amb un estudiant menor d'edat, a la minisèrie de FX A Teacher (2020). Per aquest últim, va rebre una nominació als premis Independent Spirit a la millor sèrie de guió novedós com a productora executiva.
Mara va fer el seu debut cinematogràfic a Random Hearts (1999). Des de llavors ha aparegut entre d'altres a Brokeback Mountain (2005), We Are Marshall (2006), Shooter (2007), Transsiberian (2008), Stone of Destiny (2008), The Open Road (2009), Transcendence (2014), The Martian (2015), Els quatre fantàstics (2015), Morgan (2016), Megan Leavey (2017), My Days of Mercy (2017) i Chappaquiddick (2018).